# Franz Roth
Franz Roth (* 27. dubna 1946, Memmingen) je bývalý německý fotbalista, záložník.

## Fotbalová kariéra
V německé bundeslize hrál za FC Bayern Mnichov. Kariéru končil v rakouské nejvyšší soutěži v Austrii Salzburg a v nižší německé soutěži v týmu SV Sandhausen. Čtyřikrát vyhrál s Bayernem bundesligu a třikrát německý pohár. Za západoněmeckou reprezentaci nastoupil v letech 1967–1970 ve 4 utkáních. V Poháru mistrů evropských zemí nastoupil ve 33 utkáních a dal 7 gólů, v Poháru vítězů pohárů nastoupil ve 22 utkáních a dal 3 góly a v Poháru UEFA nastoupil v 8 utkáních a dal 1 gól. V Superpoháru UEFA nastoupil ve 2 utkáních. S Bayernem vyhrál v letech 1974–1976 třikrát Pohár mistrů evropských zemí a v roce 1967 Pohár vítězů pohárů.

## Ligová bilance
| Ročník                                | Zápasy | Góly | Klub              |
| ------------------------------------- | ------ | ---- | ----------------- |
| Německá fotbalová Bundesliga 1966/67  | 20     | 7    | FC Bayern Mnichov |
| Německá fotbalová Bundesliga 1967/68  | 32     | 5    | FC Bayern Mnichov |
| Německá fotbalová Bundesliga 1968/69  | 34     | 2    | FC Bayern Mnichov |
| Německá fotbalová Bundesliga 1969/70  | 31     | 10   | FC Bayern Mnichov |
| Německá fotbalová Bundesliga 1970/71  | 27     | 11   | FC Bayern Mnichov |
| Německá fotbalová Bundesliga 1971/72  | 32     | 12   | FC Bayern Mnichov |
| Německá fotbalová Bundesliga 1972/73  | 32     | 5    | FC Bayern Mnichov |
| Německá fotbalová Bundesliga 1973/74  | 33     | 8    | FC Bayern Mnichov |
| Německá fotbalová Bundesliga 1974/75  | 24     | 4    | FC Bayern Mnichov |
| Německá fotbalová Bundesliga 1975/76  | 27     | 6    | FC Bayern Mnichov |
| Německá fotbalová Bundesliga 1976/77  | 20     | 1    | FC Bayern Mnichov |
| Německá fotbalová Bundesliga 1977/78  | 10     | 1    | FC Bayern Mnichov |
| Rakouská fotbalová Bundesliga 1978/79 | 31     | 1    | Austria Salzburg  |
| CELKEM Bundesliga                     | 353    | 73   |                   |